# Liste d'œuvres d'art public dans les Ardennes
Cet article vise à recenser les œuvres d'art dans l'espace public des Ardennes, en France.

## Liste

### Sculptures
| Œuvre                                      | Auteur          | Commune              | Localisation                                                      | Notes | Installation | Coordonnées                      | Illustration |
| ------------------------------------------ | --------------- | -------------------- | ----------------------------------------------------------------- | --- | ------------ | -------------------------------- | --- |
| Les Quatre Fils Aymon                      | Albert Poncin   | Bogny-sur-Meuse      | Emplacement de l'ancien château sur la crête du bras de la Meuse. | | À déterminer | 49° 51′ 35″ nord, 4° 44′ 26″ est | Les Quatre Fils Aymon |
| Statue de Pierre Terrail de Bayard,        | Aristide Croisy | Charleville-Mézières | Dans le square Mialaret                                           | Représente Pierre Terrail de Bayard. L'originale de 1893 est fondue sous le régime de Vichy, dans le cadre de la mobilisation des métaux non ferreux. | 2005         | à géolocaliser                   | Statue de Pierre Terrail de Bayard« Monument à Bayard à Charleville-Mézières », sur À nos grands hommes,« Monument à Bayard à Charleville-Mézières », sur e-monumen,(en) « Statue de Pierre Terrail seigneur de Bayard à Charleville-Mézières », sur René et Peter van der Krogt |
| Statue du général Alfred Chanzy            | À déterminer    | Charleville-Mézières | Lycée Chanzy                                                      | Représente Alfred Chanzy. | À déterminer | 49° 46′ 23″ nord, 4° 43′ 44″ est | Statue du général Alfred Chanzy |
| Statue d'Arthur Rimbaud                    | À déterminer    | Charleville-Mézières | Quai Jean Charcot                                                 | Représente Arthur Rimbaud. | À déterminer | 49° 46′ 31″ nord, 4° 43′ 34″ est | Statue d'Arthur Rimbaud |
| Buste d'Arthur Rimbaud,                    | Dumont          | Charleville-Mézières | Sur la place de la Gare                                           | Représente Arthur Rimbaud. L'original réalisé par Paterne Berrichon en 1901 est fondu par les autorités allemandes pendant la Première Guerre mondiale. Un buste de remplacement réalisé par Alphonse Colle est installé en 1927. Il est fondu sous le régime de Vichy, dans le cadre de la mobilisation des métaux non ferreux. | 1954         | 49° 46′ 08″ nord, 4° 43′ 27″ est | Buste d'Arthur Rimbaud |
| Buste de Gustave Gailly,                   | Aristide Croisy | Charleville-Mézières | Sur la place de la Gare                                           | Représente Gustave Gailly. L'original de 1877 est fondu par les autorités allemandes pendant la Première Guerre mondiale. Un buste de remplacement est installé en 1927. Il est fondu sous le régime de Vichy, dans le cadre de la mobilisation des métaux non ferreux.                                                          | À déterminer | 49° 46′ 10″ nord, 4° 43′ 28″ est | Buste de Gustave Gailly |
| Le Défrichement,                           | Henri Bouchard  | Charleville-Mézières | Dans le square du vieux moulin                                    | Le bouvier et l'attelage sont fondus sous le régime de Vichy, dans le cadre de la mobilisation des métaux non ferreux. | 1931         | 49° 46′ 33″ nord, 4° 43′ 25″ est | Le Défrichement |
| Le Feu                                     | Paul Rebeyrolle | Chooz                | À déterminer                                                      | | 1998         | 50° 06′ 08″ nord, 4° 48′ 26″ est | Image manquante |
| L'homme de fer aux semelles de vent        | À déterminer    | Chuffilly-Roche      | À déterminer                                                      | | À déterminer | à géolocaliser                   | L'homme de fer aux semelles de vent |
| Le chêne brisé                             | À déterminer    | Floing               | À déterminer                                                      | | À déterminer | 49° 42′ 31″ nord, 4° 56′ 07″ est | Le chêne brisé |
| Statue du général Jean-Auguste Margueritte | À déterminer    | Floing               | À déterminer                                                      | Représente Jean-Auguste Margueritte. | À déterminer | 49° 43′ 17″ nord, 4° 55′ 39″ est | Le général Jean-Auguste Margueritte |
| Buste de Charles Goutant                   | À déterminer    | Liart                | À déterminer                                                      | Représente Charles Goutant. | À déterminer | à géolocaliser                   | Buste de Charles Goutant |
| Statue d'Alfred Chanzy                     | À déterminer    | Nouart               | Sur la place de l'Église, à droite du portail de l'église         | Représente Alfred Chanzy. | À déterminer | 49° 26′ 27″ nord, 5° 02′ 58″ est | Statue d'Alfred Chanzy |
| Buste de Nicolas-Louis de Lacaille         | À déterminer    | Rumigny              | À déterminer                                                      | Représente Nicolas-Louis de Lacaille. | À déterminer | 49° 48′ 29″ nord, 4° 15′ 57″ est | Buste de Nicolas Louis de Lacaille |
| Batailles de Floing et Bazeilles           | Aristide Croisy | Sedan                | Sur la place d'Alsace-Lorraine                                    | | À déterminer | 49° 41′ 55″ nord, 4° 56′ 44″ est | Batailles de Floing et Bazeilles |
| Statue du maréchal Turenne                 | À déterminer    | Sedan                | Sur la place Turenne                                              | Représente Henri de La Tour d'Auvergne (vicomte de Turenne). | À déterminer | 49° 42′ 10″ nord, 4° 56′ 37″ est | Statue du maréchal Turenne |
| Woinic                                     | Éric Sleziak    | Saulces-Monclin      | Aire d'autoroute de l'A34, à 10 km au nord de Rethel              | | À déterminer | 49° 35′ 39″ nord, 4° 30′ 09″ est | Image manquante |
| L'Homme aux semelles de vent               | Éric Sléziak    | Voncq                | À déterminer                                                      | | À déterminer | à géolocaliser                   | Image manquante |
| Buste d'Alfred Chanzy                      | À déterminer    | Vouziers             | À déterminer                                                      | Représente Alfred Chanzy. | À déterminer | à géolocaliser                   | Buste d'Alfred Chanzy |
| Buste d'Hippolyte Taine                    | À déterminer    | Vouziers             | À déterminer                                                      | Représente Hippolyte Taine. | À déterminer | à géolocaliser                   | Buste d'Hippolyte Taine |

### Monuments aux morts
| Œuvre                                                         | Auteur                               | Commune                  | Localisation                                                                                              | Notes | Installation | Coordonnées                      | Illustration |
| ------------------------------------------------------------- | ------------------------------------ | ------------------------ | --- | ----- | ------------ | -------------------------------- | --- |
| Poilu au repos (monument aux morts)                           | Copie d'après Étienne Camus          | Aouste                   | Intersection de la rue de la croix Pierlot et de la rue du château (RD 36), à côté de l'église Saint-Remy |       | À déterminer | 49° 47′ 57″ nord, 4° 19′ 02″ est | Monument aux morts d'Aouste                                                                                       |
| Monument aux morts                                            | Prosper Lecourtier                   | Aure                     | À déterminer                                                                                              |       | À déterminer | à géolocaliser                   | Monument aux morts                                                                                                |
| Poilu au repos (monument aux morts)                           | Copie d'après Étienne Camus          | Auvillers-les-Forges     | Sur la place de la mairie                                                                                 |       | À déterminer | 49° 51′ 45″ nord, 4° 21′ 26″ est | Monument aux morts d'Auvillers-les-Forges                                                                         |
| Monument aux morts                                            | À déterminer                         | Avançon                  | À déterminer                                                                                              |       | À déterminer | à géolocaliser                   | Image manquante                                                                                                   |
| Poilu au repos (monument aux morts)                           | Copie d'après Étienne Camus          | Blanchefosse             | Intersection de la RD 10B et de la rue de l'église (RD 10), à côté de l'église Saint-Jean-Baptiste        |       | À déterminer | 49° 46′ 37″ nord, 4° 14′ 09″ est | Monument aux morts de Blanchefosse                                                                                |
| La France Victorieuse (d) (monument aux morts)                | Copie d'après Jules Déchin           | Brieulles-sur-Bar        | À déterminer                                                                                              |       | À déterminer | à géolocaliser                   | La France Victorieuse (d) (monument aux morts)                                                                    |
| Au mépris du danger (d) (monument aux morts)                  | Copie d'après Eugène Bénet           | Challerange              | À déterminer                                                                                              |       | À déterminer | à géolocaliser                   | Au mépris du danger (d) (monument aux morts)                                                                      |
| Le Poilu victorieux (monument aux morts)                      | Copie d'après Eugène Bénet           | Chaumont-Porcien         | À déterminer                                                                                              |       | À déterminer | à géolocaliser                   | Le Poilu victorieux (monument aux morts)                                                                          |
| Monument aux morts                                            | À déterminer                         | Écly                     | À déterminer                                                                                              |       | À déterminer | à géolocaliser                   | Monument aux morts                                                                                                |
| Poilu au repos (monument aux morts)                           | Copie d'après Étienne Camus          | Escombres-et-le-Chesnois | À déterminer                                                                                              |       | 1920         | à géolocaliser                   | Image manquante                                                                                                   |
| Poilu au repos (monument aux morts)                           | Copie d'après Étienne Camus          | Éteignières              | Intersection de la rue de la fossé aux chevaux et de la route de Rocroi (RD 877)                          |       | À déterminer | 49° 53′ 11″ nord, 4° 23′ 33″ est | Monument aux morts d'Éteignières                                                                                  |
| Poilu au repos (monument aux morts)                           | Copie d'après Étienne Camus          | Givry                    | Dans le cimetière                                                                                         |       | À déterminer | à géolocaliser                   | Image manquante                                                                                                   |
| Poilu au repos (monument aux morts)                           | Copie d'après Étienne Camus          | Harcy                    | À côté de l'église                                                                                        |       | À déterminer | à géolocaliser                   | Poilu au repos (monument aux morts)                                                                               |
| Poilu au repos (monument aux morts)                           | Copie d'après Étienne Camus          | Herbigny                 | À déterminer                                                                                              |       | À déterminer | à géolocaliser                   | Poilu au repos (monument aux morts)                                                                               |
| La Résistance (monument aux morts)                            | Copie d'après Charles-Henri Pourquet | Jandun                   | À déterminer                                                                                              |       | À déterminer | à géolocaliser                   | La Résistance (monument aux morts)                                                                                |
| Monument aux morts                                            | À déterminer                         | Juniville                | À déterminer                                                                                              |       | À déterminer | à géolocaliser                   | Monument aux morts                                                                                                |
| On ne passe pas (d) (monument aux morts)                      | Copie d'après Louis Maubert          | L'Échelle                | À déterminer                                                                                              |       | À déterminer | à géolocaliser                   | On ne passe pas (d) (monument aux morts)                                                                          |
| Poilu au repos (monument aux morts)                           | Copie d'après Étienne Camus          | La Férée                 | À déterminer                                                                                              |       | À déterminer | à géolocaliser                   | Poilu au repos (monument aux morts)                                                                               |
| Monument aux morts                                            | À déterminer                         | La Moncelle              | À déterminer                                                                                              |       | À déterminer | à géolocaliser                   | Monument aux morts                                                                                                |
| Le Poilu victorieux (monument aux morts)                      | Copie d'après Eugène Bénet           | Les Hautes-Rivières      | Devant l'école                                                                                            |       | À déterminer | à géolocaliser                   | Le Poilu victorieux (monument aux morts)                                                                          |
| On ne passe pas (d) (monument aux morts)                      | Copie d'après Louis Maubert          | Marlemont                | À déterminer                                                                                              |       | À déterminer | à géolocaliser                   | Image manquante                                                                                                   |
| Poilu au repos (monument aux morts)                           | Copie d'après Étienne Camus          | Maubert-Fontaine         | À déterminer                                                                                              |       | À déterminer | à géolocaliser                   | Poilu au repos (monument aux morts)                                                                               |
| Au mépris du danger (d) (monument aux morts)                  | Copie d'après Eugène Bénet           | Montcheutin              | À déterminer                                                                                              |       | À déterminer | à géolocaliser                   | Au mépris du danger (d) (monument aux morts)                                                                      |
| Poilu enveloppé dans les plis du drapeau (monument aux morts) | Copie d'après Charles-Henri Pourquet | Pouru-Saint-Remy         | À déterminer                                                                                              |       | À déterminer | à géolocaliser                   | Image manquante                                                                                                   |
| Le Poilu victorieux (monument aux morts)                      | Copie d'après Eugène Bénet           | Pure                     | À déterminer                                                                                              |       | À déterminer | à géolocaliser                   | Le Poilu victorieux (monument aux morts)                                                                          |
| Monument aux morts                                            | À déterminer                         | Regniowez                | À déterminer                                                                                              |       | À déterminer | à géolocaliser                   | Monument aux morts                                                                                                |
| Poilu au repos (monument aux morts)                           | Copie d'après Étienne Camus          | Rilly-sur-Aisne          | À côté de l'église                                                                                        |       | À déterminer | à géolocaliser                   | Poilu au repos (monument aux morts)« Monument aux morts de 1914-1918 à Rilly-sur-Aisne », sur À nos grands hommes |
| Monument aux morts                                            | À déterminer                         | Rimogne                  | À déterminer                                                                                              |       | À déterminer | à géolocaliser                   | Monument aux morts                                                                                                |
| Poilu au repos (monument aux morts)                           | Copie d'après Étienne Camus          | Rouvroy-sur-Audry        | Grand rue, devant la mairie                                                                               |       | À déterminer | à géolocaliser                   | Poilu au repos (monument aux morts)                                                                               |
| Monument aux morts                                            | À déterminer                         | Saint-Loup-en-Champagne  | À déterminer                                                                                              |       | À déterminer | à géolocaliser                   | Monument aux morts                                                                                                |
| Monument aux morts                                            | À déterminer                         | Saint-Loup-Terrier       | À déterminer                                                                                              |       | À déterminer | à géolocaliser                   | Monument aux morts                                                                                                |
| Monument aux morts                                            | À déterminer                         | Saint-Morel              | À déterminer                                                                                              |       | À déterminer | à géolocaliser                   | Monument aux morts                                                                                                |
| Poilu au repos (monument aux morts)                           | Copie d'après Étienne Camus          | Saint-Pierremont         | À déterminer                                                                                              |       | À déterminer | à géolocaliser                   | Image manquante                                                                                                   |
| Monument aux morts                                            | À déterminer                         | Sedan                    | À déterminer                                                                                              |       | À déterminer | à géolocaliser                   | Monument aux morts                                                                                                |
| Monument aux morts                                            | À déterminer                         | Seraincourt              | À déterminer                                                                                              |       | À déterminer | à géolocaliser                   | Monument aux morts                                                                                                |
| Poilu au repos (monument aux morts)                           | Copie d'après Étienne Camus          | Sery                     | À déterminer                                                                                              |       | À déterminer | à géolocaliser                   | Poilu au repos (monument aux morts)                                                                               |
| Monument aux morts                                            | À déterminer                         | Sévigny-Waleppe          | À déterminer                                                                                              |       | À déterminer | à géolocaliser                   | Image manquante                                                                                                   |
| Monument aux morts                                            | À déterminer                         | Signy-le-Petit           | Sur la place de l'église                                                                                  |       | À déterminer | à géolocaliser                   | Monument aux morts                                                                                                |
| Poilu au repos (monument aux morts)                           | Copie d'après Étienne Camus          | Son                      | À côté de l'église                                                                                        |       | À déterminer | à géolocaliser                   | Poilu au repos (monument aux morts)                                                                               |
| Poilu au repos (monument aux morts)                           | Copie d'après Étienne Camus          | Taizy                    | À déterminer                                                                                              |       | À déterminer | à géolocaliser                   | Image manquante                                                                                                   |
| Poilu au repos (monument aux morts)                           | Copie d'après Étienne Camus          | Tannay                   | Intersection de la rue du colonel Budd et la RD 977                                                       |       | 1921         | à géolocaliser                   | Poilu au repos (monument aux morts)« Poilu au repos – Monument aux morts à Tannay », sur e-monumen                |
| Poilu au repos (monument aux morts)                           | Copie d'après Étienne Camus          | Vandy                    | À côté de l'église                                                                                        |       | 1922         | à géolocaliser                   | Poilu au repos (monument aux morts)                                                                               |
| Poilu baïonnette au canon (d) (monument aux morts)            | Copie d'après Étienne Camus          | Verpel                   | À déterminer                                                                                              |       | À déterminer | à géolocaliser                   | Poilu baïonnette au canon (d) (monument aux morts)                                                                |
| Poilu au repos (monument aux morts)                           | Copie d'après Étienne Camus          | Villers-devant-le-Thour  | À déterminer                                                                                              |       | À déterminer | à géolocaliser                   | Image manquante                                                                                                   |
| Poilu au repos (monument aux morts)                           | Copie d'après Étienne Camus          | Warcq                    | Dans le cimetière                                                                                         |       | À déterminer | à géolocaliser                   | Poilu au repos (monument aux morts)                                                                               |

### Fontaines
| Œuvre                           | Auteur         | Commune              | Localisation                    | Notes              | Installation | Coordonnées                      | Illustration                    |
| ------------------------------- | -------------- | -------------------- | ------------------------------- | ------------------ | ------------ | -------------------------------- | ------------------------------- |
| Fontaine de Charles de Gonzague | Alphonse Colle | Charleville-Mézières | À déterminer                    |                    | 1889         | 49° 46′ 15″ nord, 4° 43′ 10″ est | Fontaine de Charles de Gonzague |
| Fontaine                        | À déterminer   | Charleville-Mézières | Sur la place Ducale             |                    | À déterminer | à géolocaliser                   | Fontaine                        |
| Fontaine Malbourgh              | À déterminer   | Gespunsart           | À déterminer                    |                    | À déterminer | 49° 49′ 19″ nord, 4° 49′ 31″ est | Fontaine Malbourgh              |
| Fontaine Saint-Pierre           | À déterminer   | Chuffilly-Roche      | À côté de l'église Saint-Pierre | Inscrit MH (1948). | 1624         | à géolocaliser                   | Fontaine Saint-Pierre           |
| Fontaine                        | À déterminer   | Signy-le-Petit       | Sur la place de l'église        |                    | À déterminer | à géolocaliser                   | Fontaine                        |

### Œuvres disparues ou retirées
| Œuvre                                       | Auteur          | Commune              | Localisation                             | Notes | Installation | Coordonnées                      | Illustration |
| ------------------------------------------- | --------------- | -------------------- | ---------------------------------------- | --- | ------------ | -------------------------------- | --- |
| Monument aux morts de 1870-1871,            | Aristide Croisy | Charleville-Mézières | Sur le rond-point bas du cours d'Orléans | Également appelé Monument des Ardennais ou L'Invasion. Fondu par les autorités allemandes pendant la Première Guerre mondiale.                                                                                    | 1874         | 49° 46′ 01″ nord, 4° 43′ 09″ est | Monument aux morts de 1870-1871 |
| Les Lutteurs,                               | Alphonse Colle  | Charleville-Mézières | Dans le square de la gare                | Également appelé Combat de coqs. Fondue par les autorités allemandes pendant la Première Guerre mondiale. | 1901         | 49° 46′ 06″ nord, 4° 43′ 27″ est | Image manquante |
| Buste de l'inspecteur général Irénée Carré, | Alphonse Colle  | Charleville-Mézières | Dans la cour de l'école, rue du musée    | Représentait Irénée Carré. Fondu sous le régime de Vichy, dans le cadre de la mobilisation des métaux non ferreux.                                                                                                | 1910         | à géolocaliser                   | Image manquante |
| Buste de Jules Lartigue,                    | À déterminer    | Givet                | Dans le jardin public                    | Fondu sous le régime de Vichy, dans le cadre de la mobilisation des métaux non ferreux. | 1899         | à géolocaliser                   | Image manquante |
| Buste de Désiré Linard,                     | Alphonse Colle  | Rethel               | Sur la place de l'hôpital                | Représentait Désiré Linard. Érigé sur la place de la sous-préfecture en 1900. Fondu sous le régime de Vichy, dans le cadre de la mobilisation des métaux non ferreux. Le piédestal resté vide est retiré en 1973. | À déterminer | à géolocaliser                   | Buste de Désiré Linard« Monument à Désiré Linard à Rethel », sur À nos grands hommes,« Monument à Désiré Linard à Rethel », sur e-monumen |